# Большевики-примиренцы
Большевики-примиренцы (также «центр», «большевики-партийцы», или «нефракционные большевики») в советской историографии — сторонники примирения между меньшевиками и большевиками, внутрипартийная оппозиционная группа.
Лидерами группы были М. К. Владимиров, А. И. Любимов и С. А. Лозовский. Они были сторонниками организационного сближения с меньшевиками-антиликвидаторами, возглавляемыми Г. В. Плехановым. Oставаясь большевиками, утверждали, что не согласны с раскольнической тактикой ленинцев, их нетерпимостью к идейным противникам.
«Примиренчество» — одно из ключевых разногласий между Троцким и Лениным: если Троцкий думал о воссоединении, то Ленина волновало в первую очередь поглощение меньшевиков большевиками.
Толковый словарь Ушакова 1935−40 гг. определяет понятие примеренец как

Человек, старающийся примирить, сгладить или скрыть классовые противоречия, занимающийся пособничеством деятельности оппортунистов, как „правых“, так и „левых“, пытающийся обезоружить партию большевиков в её борьбе с оппортунизмом. <…> Примиренцы всегда являлись агентами меньшевизма, троцкизма и правых в рядах партии большевиков.